# Marcel Rodriguez

Marcel Rodriguez (2022)

Marcel Rodriguez (* 3. August 1984 in Asunción) ist ein deutsch-paraguayischer Schauspieler.

## Leben
Marcel Rodriguez, der in seiner Heimatstadt Asunción aufwuchs, studierte Schauspiel an der Zürcher Hochschule der Künste und schloss im Sommer 2010 mit dem Master of Arts ab. Noch während des Studiums gastierte er 2010 am Theater am Neumarkt Zürich und am Theater Heidelberg.
In der Produktion Der Biberpelz am  Mecklenburgischen Staatstheater Schwerin in der Inszenierung von Herbert Fritsch, welche 2011 zum Berliner Theatertreffen eingeladen wurde, spielte Rodriguez die Rolle des Dr. Fleischer. Es folgte von 2010 bis 2012 ein Festengagement am Mecklenburgischen Staatstheater Schwerin.
Nach seiner Festanstellung gastierte Rodriguez am Düsseldorfer Schauspielhaus und am Stadttheater Koblenz, wo er in Die Räuber von Schiller als Spiegelberg in der Inszenierung von Christian Schlüter zu sehen war. Am Altonaer Theater gastierte er u. a. als Stu Sutcliff in Backbeat, inszeniert von Joseph Dieken.
2017 spielte er an der Seite von Clemens Schick und Anne Schäfer in der deutschen Serien-Reihe Der Barcelona-Krimi unter der Regie von Jochen Alexander Freydank. Ebenfalls war Rodriguez 2018 in Matula – Tod auf Mallorca, in der Regie von Daniel Helfer, zu sehen.
Seit 2019 spielt Rodriguez den Staatsanwalt Leo Ramirez in der an den Originalschauplätzen in Chile gedrehten chilenisch-deutschen Serie Dignity, u. a. mit Devid Striesow, Götz Otto und Antonia Zegers.
In der ARD-Krimireihe Der Barcelona-Krimi war er im 9. Film Wächter der Stadt (2025) unter der Regie von Andreas Kleinert als Rauschgifthändler und Gang-Chef Diego Cordero zu sehen.

## Filmografie (Auswahl)
- 2015: Geiselnahme (Kurzfilm)
- 2015: Vor der Morgenröte
- 2016: 7 Days Berlin
- 2017: Der Barcelona-Krimi: Tod aus der Tiefe (Fernsehreihe)
- 2018: Matula – Tod auf Mallorca (Fernsehreihe)
- 2019–2020: Dignity (Fernsehserie)
- 2025: Der Barcelona-Krimi: Wächter der Stadt (Fernsehreihe)

## Theater (Auswahl)
- 2010: Glückseligkeit, Theater am Neumarkt
- 2010: Godard Driving, Theater Heidelberg
- 2011: Frühlings Erwachen, Mecklenburgisches Staatstheater (als Moritz Stiefel)
- 2011: Der Biberpelz, Mecklenburgisches Staatstheater (als Dr. Fleischer)[1]
- 2012: Prinz Friedrich von Homburg, Mecklenburgisches Staatstheater (Titelrolle)
- 2012–14: Die Räuber, Stadttheater Koblenz (als Spiegelberg)
- 2013–14: Der Junge mit dem Längsten Schatten, Düsseldorfer Schauspielhaus (als Atticus)
- 2015: HKW (Haus der Welt der Kulturen)
- 2017: Backbeat; Altonaer Theater (als Stu Sutcliffe)